# قيادة خفر السواحل في جمهورية شمال قبرص التركية
قيادة خفر السواحل في جمهورية شمال قبرص التركية ( بالتركية: KKTC Sahil Güvenlik Komutanlığı ) مسؤولة عن الدفاع عن جمهورية شمال قبرص التركية ضد أي هجوم من البحر. تأسست هذه القوة في عام 1976م. وهي تابعة لقيادة قوى الأمن، وهي وكالة إنفاذ قانون مُسلحة تخدم في المناطق الساحلية للجمهورية التركية لشمال قبرص. وهو العنصر الوحيد لقيادة قوات الأمن في البحر.   

## معدات
| فصل                | كمية         | النزوح       | أصل                      |
| سفن الدوريات       | سفن الدوريات | سفن الدوريات | سفن الدوريات             |
| ------------------ | ------------ | ------------ | ------------------------ |
| الصف 80            | 4            | 195 طنًا      | تركيا                    |
| آريس 42 هيكتور     | 3            | 13 طنًا       | تركيا                    |
| آريس 35 FPB        | 6            | 11.85 طنًا    | تركيا                    |
| سفن الإنزال الآلية |              |              |                          |
| KKTCSG-301/303     | 2            | 113.4 طن     | الولايات المتحدة / تركيا |